# Ветно
Ветно — деревня в Холмском районе Новгородской области, входит в Красноборское сельское поселение. Площадь территории относящейся к деревне — 9 га.
Деревня, расположена на правом берегу реки Ловать. Ветно находится на высоте 52 м над уровнем моря. На противоположном берегу Ловати — деревня Дунаево.

## История
В средневековье сельцо Ветно относилось к Лазаревскому стану Холмского погоста Деревской пятины Новгородской земли. По переписной книге Федора Кутузова 1710 года сельцом Ветно Лазаревского стана Холмского уезда Петербургской губернии владел Гаврил Петрович Чириков, живший в Торопецком уезде. С 1727 года в составе Холмского уезда Великолуцкой провинции Новгородской губернии, с 1772 года Псковской губернии, затем с 1777 года Псковского наместничества, затем с 1796 года новой Псковской губернии в Великолуцком уезде, с 1802 года в Ильинской волости восстановленного Холмского уезда. С 1924 года в составе Холмской волости. В 1928 году население деревни было 220 чел. С 1927 года в составе Дунаевского сельсовета Холмского района Великолукского округа Ленинградской области (до 1929 года), затем Западной области, с 1935 года в составе Калининской области, с 1944 в составе Великолукской области, с 1957 года Псковской области, с 1958 года Новгородской области. Указом Президиума Верховного Совета РСФСР от 16 июня 1954 года были объединены сельсоветы: Дунаеаский, Глуховский, Красноборский — в Красноборский сельсовет. Который в XXI веке был упразднён. Ныне деревня входит в состав Красноборского сельского поселения.

## Население
Постоянное население деревни — 5 чел. (2009), хозяйств — 4.
| 2010 |
| ---- |
| 5    |